# Semerūn
Semerūn (persiska: سيمِرون, Sīmerūn, Semīrūn, سِميرون, سمرون) är en ort i Iran.   Den ligger i provinsen Kohgiluyeh och Buyer Ahmad, i den centrala delen av landet, 500 km söder om huvudstaden Teheran. Semerūn ligger 1 545 meter över havet och antalet invånare är 583.
Terrängen runt Semerūn är huvudsakligen lite bergig. Semerūn ligger nere i en dal. Runt Semerūn är det ganska tätbefolkat, med 75 invånare per kvadratkilometer. Närmaste större samhälle är Sīsakht, 17,5 km öster om Semerūn. Omgivningarna runt Semerūn är i huvudsak ett öppet busklandskap.